# ماتفي ماميكن
ماتفي ماميكن (بالروسية: Мамыкин, Матвей Вячеславович)‏ (و. 1994  م) هو راكب دراجة هوائية، من روسيا، ولد في موسكو.

## سباقات أو مراحل فاز بها
| التاريخ        | السباق                                                                              | المركز                                          |
| -------------- | ----------------------------------------------------------------------------------- | ----------------------------------------------- |
| 31 مايو 2015   | 2015 Peace Race U23                                                                 | التاسع في التصنيف العام، التاسع في تصنيف الجبال |
| 29 أغسطس 2015  | تور دي أفينير 2015                                                                  | الفائز في ترتيب التسلق، المركز الثالث           |
| 24 يونيو 2016  | سباق الطريق ضد الساعة للرجال تحت 23 سنة في بطولة روسيا لسباق الدراجات ضد الزمن 2016 | الفائز في التصنيف العام                         |
| 06 أغسطس 2016  | طواف برغش 2016                                                                      | الفائز في ترتيب النقاط للشباب                   |
| 01 أكتوبر 2016 | طواف لومبارديا 2016                                                                 | المرتبة 16 في التصنيف العام                     |
| 30 أبريل 2017  | طواف روماندي 2017                                                                   | العاشر في تصنيف أفضل شاب                        |

## روابط خارجية
- ماتفي ماميكن على موقع الاتحاد الدولي للدراجات (الإنجليزية)
- ماتفي ماميكن على موقع أرشيف الدراجات (الإنجليزية)
- ماتفي ماميكن على موقع إحصائيات الدراجات الإحترافية (الإنجليزية)
- ماتفي ماميكن على موقع نسبة الدراجات (الإنجليزية)
- ماتفي ماميكن على موقع CycleBase (الإنجليزية)